# Grootsporige braakrussula
De grootsporige braakrussula (Russula emetica) is een van de vele roodkleurige Russula-soorten. Hij komt voor in naaldbossen op droge, voedselarme humus. Hij vormt ectomycorrhiza met dennen (Pinus). Microscopisch onderzoek is noodzakelijk om deze soort met zekerheid te onderscheiden van de kleinsporige braakrussula (Russula silvestris).

## Kenmerken

### Uiterlijke kenmerken
Hoed
De kleverige, bolle hoed van de paddenstoel is 3 tot 10 cm breed. De kleur is felrood met witte schakeringen. De vorm is aanvankelijk gewelfd, later uitgespreid en naar het midden toe enigszins ingedeukt. De hoedhuid die voor 2/3 - 4/4 afneembaar is, is meer of minder krachtig kersenrood en meestal plakkerig glanzend. De hoedrand is kort en vaak vaag gegroefd.
Lamellen
De lamellen zijn adnate/adnex tot compleet vrij aangehecht. 
Steel
De zachte en wit gekleurde steel is 5 tot 10 centimeter lang en tot 2 centimeter dik. Hij heeft een knuppelachtige vorm. Het vlees reageert wordt met ijzersulfaat vleesroze en met guaiac is er bijna geen reactie.
Geur
De paddenstoel heeft een opvallende fruitige geur. 
Smaak
De smaak is zeer scherp. Men zegt dat wanneer deze paddenstoel gekookt wordt, deze smaak samen met zijn giftige eigenschap verdwijnt. Toch is het niet aan te bevelen om deze paddenstoel te eten.

### Microscopische kenmerken
De sporen zijn rond tot elliptisch en meten 7,4-10,3 × 6,5-8,5 µm. De Q-waarde (quotiënt van sporenlengte en -breedte) is 1,1 tot 1,3. De sporenornamentatie is tot 1,2 µm hoog en bestaat uit grove, kegelvormige, soms verlengde wratten, die grotendeels maar soms vaag door lijnen of lage richels met elkaar verbonden zijn. De apiculus meet 1,5-1,62 µm × 1,25 µm, de duidelijk amyloïde hilarvlek is onregelmatig en meet ongeveer 3 µm × 3,75 µm.
De knotsvormige, viersporige basidia meten 38-50 × 11-13 µm. De talrijke hymeniale cystidia kleuren duidelijk aan met sulfobenzaldehyde of sulfovanilline. De spindelvormige cheilocystidia zijn aan de bovenkant niet of slechts vaag ingesnoerd. Ze meten 35-75 µm × 7-12 µm, terwijl de vergelijkbare pleurocystidia 55-100 µm lang en 10-14 µm breed zijn.
De hoedhuid is duidelijk verdeeld in een bovenste en onderste laag. Het bestaat uit meer of minder gebogen, cilindrische haren die vertakt en gesegmenteerd zijn en naar de punt toe iets versmallen. De hyfenwanden zijn zwak geleiachtig. Daarnaast vindt men tussen de hyfen cilindrische tot knotsvormige en een- tot driedubbel gesegmenteerde, 4,5-14 µm brede pileocystidia, die ook kleuren met sulfobenzaldehyde. De hyfen bevatten veel vacuolair rood pigment, membraanpigmenten komen niet voor.

## Verspreiding

Europees verspreidingsgebied van de Grootsporige braakrussula

De grootsporige braakrussula komt vrij algemeen voor op natte gronden in Europa, Noord-Afrika en Azië. In Nederland komt hij vrij algemeen voor. Hij staat niet op de rode lijst en is niet bedreigd.

## Giftigheid
De soort dankt zijn naam aan het feit dat het een zeer giftige paddenstoel is. Wanneer hij gegeten wordt heeft dat ernstige diarree tot gevolg. 

## Foto's

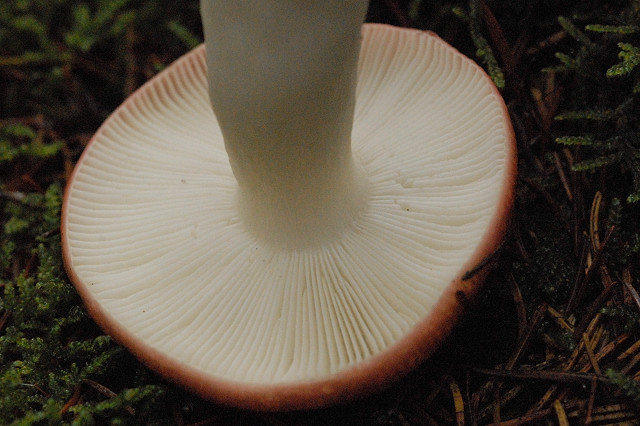
Lamellen
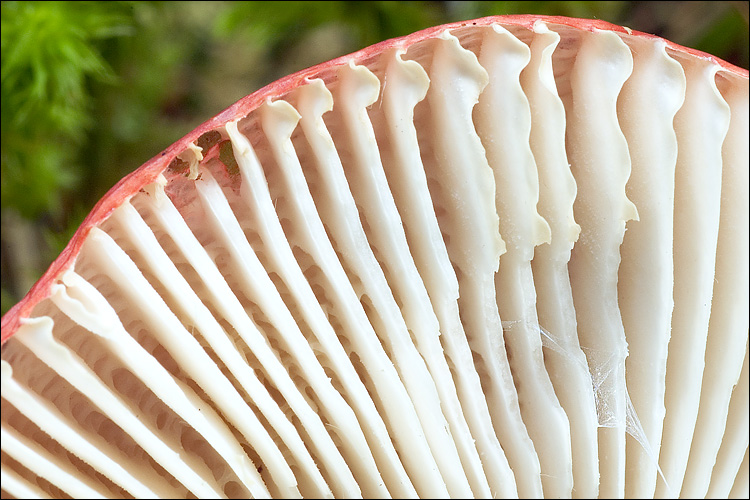
Lamellen (close-up)
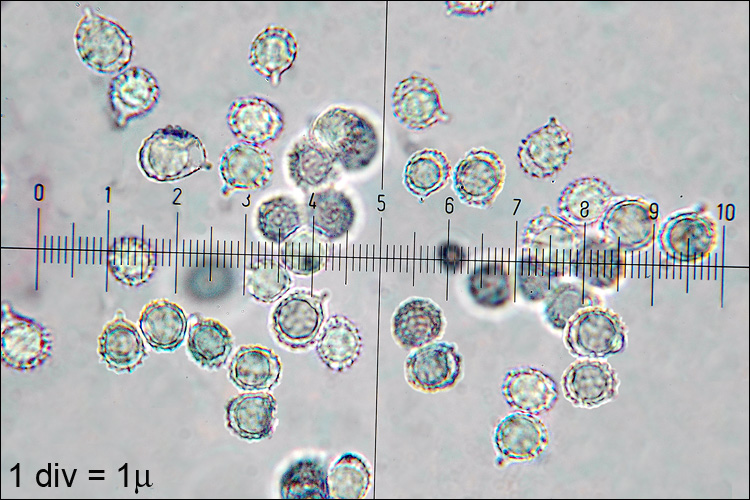
Sporen